# یونیورسال دیسپلی

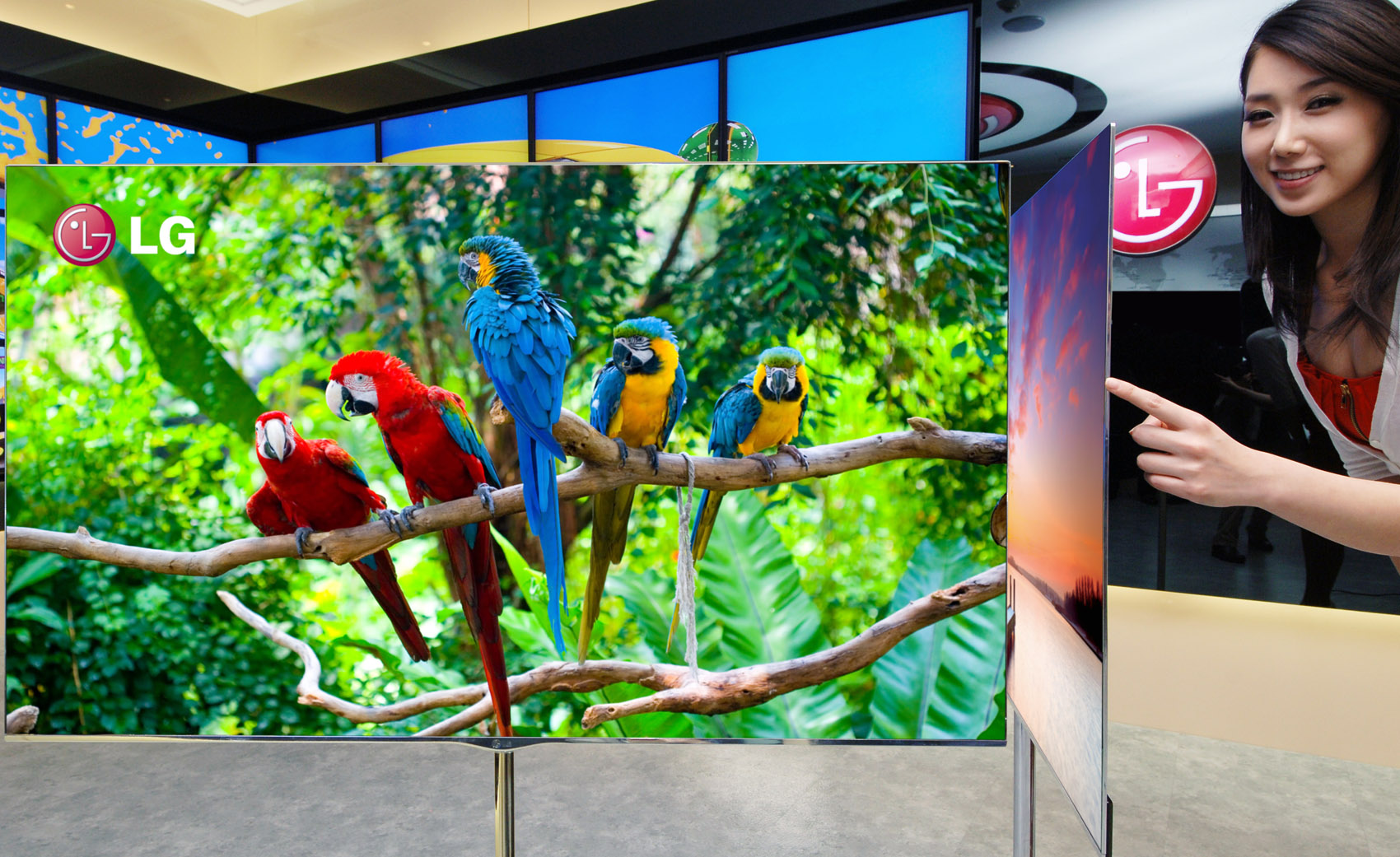
محیط داخلی یونیورسال دیسپلی

یونیورسال دیسپلی (انگلیسی: Universal Display) شرکت فناوری اطلاعات آمریکایی است، که در سال ۱۹۹۴ تأسیس شد.
این شرکت توسعه دهنده و سازنده فناوری‌های از جمله دیود نورگسیل ارگانیک (OLED) و همچنین ارائه دهنده خدمات به صنایع نمایشگر و روشنایی است. این شرکت در حال حاضر مالک یا دارای حقوق مجوز انحصاری بیش از ۳۰۰۰ گواهی ثبت اختراع است. 